# Sotos syndrom
Sotos syndrom eller cerebral gigantism är en mycket ovanlig medfödd sjukdom. Tillståndet orsakas oftast av en mutation på en specifik kromosom. Syndromet orsakar storväxthet, inlärningssvårigheter och ett särskilt utseende i ansiktet. Det förekommer även försenad psykisk utveckling, ADHD, fobier, impulsivt beteende, försenad utveckling av rörelsefärdigheter, skolios, konvulsioner, problem med hjärta eller njurar, hörselproblem eller synproblem. Vid vuxen ålder är personer med Sotos syndrom oftast normallånga, men i tidiga år växer de fortare än vanligt.
Sotos syndroms förekomst uppskattas vara mellan 0,01% och 0.007%. Det vill säga, 1 barn bland 10 000 till 14 000 andra barn uppskattas diagnostiseras med syndromet. I Sverige föds årligen omkring 5-10 barn med syndromet. Syndromet är ärftligt, men uppkommer oftast som en ny mutation för första gången. Det innebär att om två föräldrar får ett barn med Sotos syndrom innebär det inte att de själva har arvsanlag för syndromet, mutationen kan ha skett ändå. Risken för att syndromet ska ärvas om ena föräldern har Sotos syndrom och den andre inte har det är 50 procent. Om en förälder med Sotos syndrom får ett friskt barn, kommer dock inte det friska barnet att bära vidare genen.